# Dänische Badmintonmeisterschaft 2007
Die Dänische Badmintonmeisterschaft 2007 fand vom 8. bis 11. Februar 2007 in Esbjerg statt.

## Austragungsort
- Esbjerg Idræts Center

## Finalresultate
| Disziplin    | Sieger                                     | Finalist                             | Ergebnis            |
| ------------ | ------------------------------------------ | ------------------------------------ | ------------------- |
| Herreneinzel | Peter Gade                                 | Kenneth Jonassen                     | 22–20, 21–11        |
| Dameneinzel  | Tine Rasmussen                             | Nanna Brosolat Jensen                | 20–22, 21–11, 21–12 |
| Herrendoppel | Lars Paaske Jonas Rasmussen                | Jens Eriksen Martin Lundgaard Hansen | 21–17, 24–22        |
| Damendoppel  | Christinna Pedersen Mie Schjøtt-Kristensen | Britta Andersen Helle Nielsen        | 21–19, 9–21, 22–20  |
| Mixed        | Jens Eriksen Helle Nielsen                 | Joachim Fischer Britta Andersen      | 21–15, 21–14        |